# Metamorfose
Metamorfose er et begreb, der stammer fra græsk og betyder forandring, forvandling, omdannelse og omformning. 
Metamorfose bruges især inden for naturvidenskabelige områder som zoologi og geologi, men også inden for mytologi.

## Zoologi
Metamorfose inden for zoologien bruges bl.a. om den forvandling, der sker når haletudsen bliver en frø, når larven eller puppen bliver til et insekt.

## Geologi
Metamorfose er det der sker når én bjergart bliver til en anden, pga varme og tryk f.eks.:
- når to kontinentalplader støder sammen og danner nye landområder eller bjergkæder.
- når kul sættes under pres og bliver til diamant.
- når plante- og dyrerester bliver til fossile brændstoffer.

## Mytologi
I mytologien anvendes ordet metamorfose når et menneske eller en gud forvandles til en sten, dyr eller plante, f.eks. Lots hustrus forvandling til en saltstøtte, Udgårdslokes forvandling til jætten Skrymer, Lokes forvandling til et dyr, Kong Midas som fik æselører, Syrinx' forvandling til et siv for at undgå Pans tilbedelse etc.

## Andre anvendelser af ordet
Metamorfose anvendes også som et mere bredt udtryk, der anvendes i forskellige sammenhænge for at beskriver en forvandling eller forandring, f.eks.
- Jens Toftgaard Jensen, Jeppe Norskov og Søren Bitsch Christensen (red.): Købstadens metamorfose. Byplanlægning og byplanudvikling i Århus 1800-1920.
- Identitet eller metamorfose, foredrag om arkitektur, samfundsforhold og globalisering af Seniorforsker Claus Bech-Danielsen, Statens Byggeforskningsinstitut
- Jan Maegaard: "Metamorfose og variation" i Dansk Musik Tidsskrift, årgang 1952, hæfte nr. 03

## Ekstern henvisning
Artikel i Dansk Musik Tidsskrift, årgang 1952, hæfte nr. 03 af Jan Maegaard (Webside ikke længere tilgængelig)